# Takedown
Takedown, anche noto come Hackers 2, è un film del 2000 diretto da Joe Chappelle.
Il film è tratto dalla storia vera narrata nell'omonimo libro di Tsutomu Shimomura e John Markoff, che racconta le indagini e il successivo arresto del noto hacker Kevin Mitnick ad opera dell'FBI.

## Trama
Anni' 90. Kevin Mitnick si è ormai distinto come un pericolosissimo hacker, capace di superare qualsiasi barriera informatica. Ha perfezionato la tecnica dell'ingegneria sociale che consiste nel riuscire a prelevare informazioni riservate direttamente dai diretti interessati. È tra i primi a utilizzare la tecnica dell'IP spoofing che rende irrintracciabile il computer da cui partono gli attacchi. In questo modo viola le difese di Tsutomu Shimomura, consulente informatico di innumerevoli società. Shimomura accetta di collaborare con l'FBI per riuscire a incastrare Mitnick.

## Critica
Sebbene Mitnick ritenga che non rispecchi appieno la realtà dei fatti, Takedown ha il pregio d'incuriosire anche il profano. Mette infatti in scena un gioco del gatto col topo in cui i due avversari alternativamente ricoprono entrambi i ruoli. L'FBI sta sullo sfondo. Chi ha in mano il potere è colui che si è fabbricato le chiavi per poter entrare ovunque.

## Cameo
In una scena del film appare il vero Tsutomu Shimomura.